# Paranoid Park
Vous lisez un « bon article » labellisé en 2011.
Cet article concerne le film de Gus Van Sant. Pour le livre de Blake Nelson, voir Paranoid Park (roman).
Pour plus de détails, voir Fiche technique et Distribution.
Paranoid Park est un film dramatique franco-américain écrit et réalisé par Gus Van Sant. Le film est tiré d'un roman du même nom (Paranoid Park) écrit par Blake Nelson et qui se déroule à Portland en Oregon. Gabe Nevins y interprète un adolescent skateboarder qui tue accidentellement un agent de sécurité.
Le film suit Alex qui se renferme sur lui-même et se consacre au monde du skateboard alors que sa mère est au bord de la crise et que ses quelques amis ne lui portent aucune attention. Un jour, alors qu'il emprunte un train clandestinement, il tue involontairement un veilleur de nuit. Il décide de garder le silence.
Van Sant a écrit le script en deux jours, après avoir lu et décidé d'adapter le roman de Nelson. Pour auditionner les jeunes, le réalisateur a lancé un appel sur le Site web Myspace dans lequel il invite les adolescents à participer au casting. L'appel lancé concerne tant les rôles principaux que les rôles secondaires (pour lesquels plusieurs des figurants doivent avoir une certaine pratique du skateboard). Le tournage commence en octobre 2006 dans tout l’Oregon, dont le Burnside Skatepark qui représente le skatepark fictif Eastside imaginé dans le roman.
Paranoid Park est projeté pour la première fois durant le Festival de Cannes, le 21 mai 2007, en compétition pour la Palme d'or. En fin d'exploitation en salles, le film réalise une recette totale de 4 545 747 $ pour un budget de 5 500 000 $. Les critiques ont, pour la majorité, été positives ; beaucoup ont apprécié la réalisation ainsi que la photographie. Le film remporte le prix du 60e anniversaire du Festival de Cannes, un Independent Spirit Award et deux Boston Society of Film Critics Awards.

## Synopsis

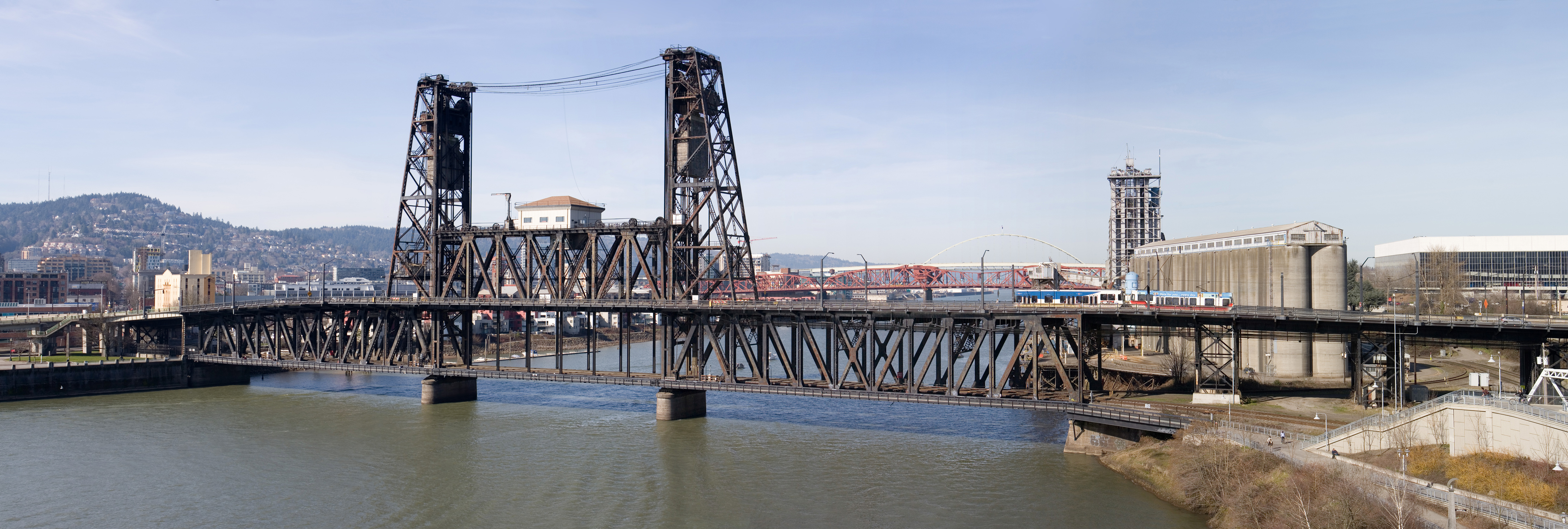
Le Steel Bridge qui surplombe la rivière Willamette

Alex écrit sur un cahier, chez son oncle, à Gearhart, au bord de la mer. La première page porte seulement le titre de ce dernier, « Paranoid Park ». Il s'agit du skatepark le plus renommé mais aussi le plus malfamé de Portland. Écrivant sur un banc, il se remémore avoir répondu à son copain, Jared, qui voulait l’y entraîner : « on n’est jamais prêt pour Paranoid Park ». Pourtant, le lendemain, il s'y était rendu…
Alex, jeune skateur de seize ans, monte à bord d'un train clandestinement avec Scratch, un homme qu'il vient de rencontrer à l'Eastside Skatepark, plus connu sous le nom de « Paranoid Park ». Alors que le train part, un agent de sécurité les remarque tous les deux et les poursuit. Il essaye de les rattraper et frappe Alex de sa torche électrique. Effrayé, Alex tente de frapper le garde avec son skateboard. Étourdi, le vigile perd son équilibre et tombe sur les rails… Il est tué par un second train qui lui roule dessus. Son corps est sectionné. Alex tente de détruire toutes les preuves de cet homicide, bien qu'involontaire, qu'il trouve : il jette son skate dans la Willamette depuis le Steel Bridge, et, quand il arrive chez son ami Jared, il prend une douche et se sépare des habits qu'il portait.
Quelque temps après, alors qu'Alex se rend à l’école, lui et plusieurs autres étudiants qui font du skate sont appelés aux bureaux de l’école. Là, ils sont questionnés par le détective Richard Lu. Apparemment, la police aurait retrouvé une planche à roulette sur les lieux du crime. Le détective rajoute que de l'ADN a été retrouvé sur cette dernière et que son analyse permettrait de découvrir l'identité du meurtrier. Affolé par tout ça, Alex se réfugie dans le mutisme et le mensonge.
Tout au long du film, Alex ne révèle à personne qu'il a tué cet homme, ne cherchant pas à se confier à quiconque. La première prise de conscience du meurtre est donnée par la télévision puis par le journal. Sa copine, Jennifer, désire avoir un rapport sexuel avec lui. Il se laisse faire, impassible, comme il s'était laissé draguer par elle. Jennifer ne remarque rien d'étrange dans le comportement de son copain ; elle appelle sa meilleure amie, hystérique, pour lui dire qu'elle n’est désormais plus vierge. Alex lui dit, peu après, qu'il n'a pas envie d'aller acheter des préservatifs. Jennifer ne semble pas comprendre le sens de la phrase d'Alex qui se décide à rompre. L'une de ses amies, Macy, remarque toutefois qu'Alex est inquiété par quelque chose. Elle lui conseille de noter sur du papier tout ce qui le dérange, comme une catharsis. Alex rejette d'abord l’idée… mais il écrit finalement ce qui s'est passé la nuit du meurtre. Après ça, il brûle son « journal ».

## Fiche technique
Sauf indication contraire, les informations mentionnées dans cette section peuvent être confirmées par la base de données cinématographiques IMDb,  présente dans la section « Liens externes ».
- Titre : Paranoid Park
- Réalisation : Gus Van Sant
- Scénario : Gus Van Sant, d’après le roman homonyme de Blake Nelson
- Photographie : Christopher Doyle et Rain Li
- Montage : Gus Van Sant
- Direction artistique : John Pearson-Denning
- Décors : Sean Fong
- Costumes : Chapin Simpson
- Producteurs : David Allen Cress, Charles Gillibert, Nathanaël Karmitz et Neil Kopp (en)
- Sociétés de production : MK2 Productions, Meno Films et Centre national de la cinématographie (participation)
- Sociétés de distribution : MK2 Diffusion (France) et IFC Films (États-Unis)
- Lieux de tournage[1] : Oregon (Burnside Skatepark, Madison High School et Portland)
- Pays d'origine :  France et  États-Unis
- Langue originale : anglais
- Budget : 5 500 000 $[2]
- Format : couleur - 35 mm - 1,37:1 - Dolby Digital
- Genre : Drame
- Durée : 85 minutes
- Dates de sortie  (Voir la liste plus complète des dates de sortie)  :
  -  France : 21 mai 2007 (Festival de Cannes) ; 24 octobre 2007 (sortie nationale)
  -  Canada : 11 septembre 2007 (Festival international du film de Toronto)
  -  États-Unis : 8 octobre 2007 (Festival du film de New York) ; 7 mars 2008 (sortie limitée)
  -  Belgique : 24 octobre 2007 (sortie nationale)

## Distribution
- Gabe Nevins : Alex
- Daniel Liu : Détective Richard Lu
- Jake Miller : Jared
- Taylor Momsen : Jennifer
- Lauren McKinney : Macy
- Scott Patrick Green : Scratch

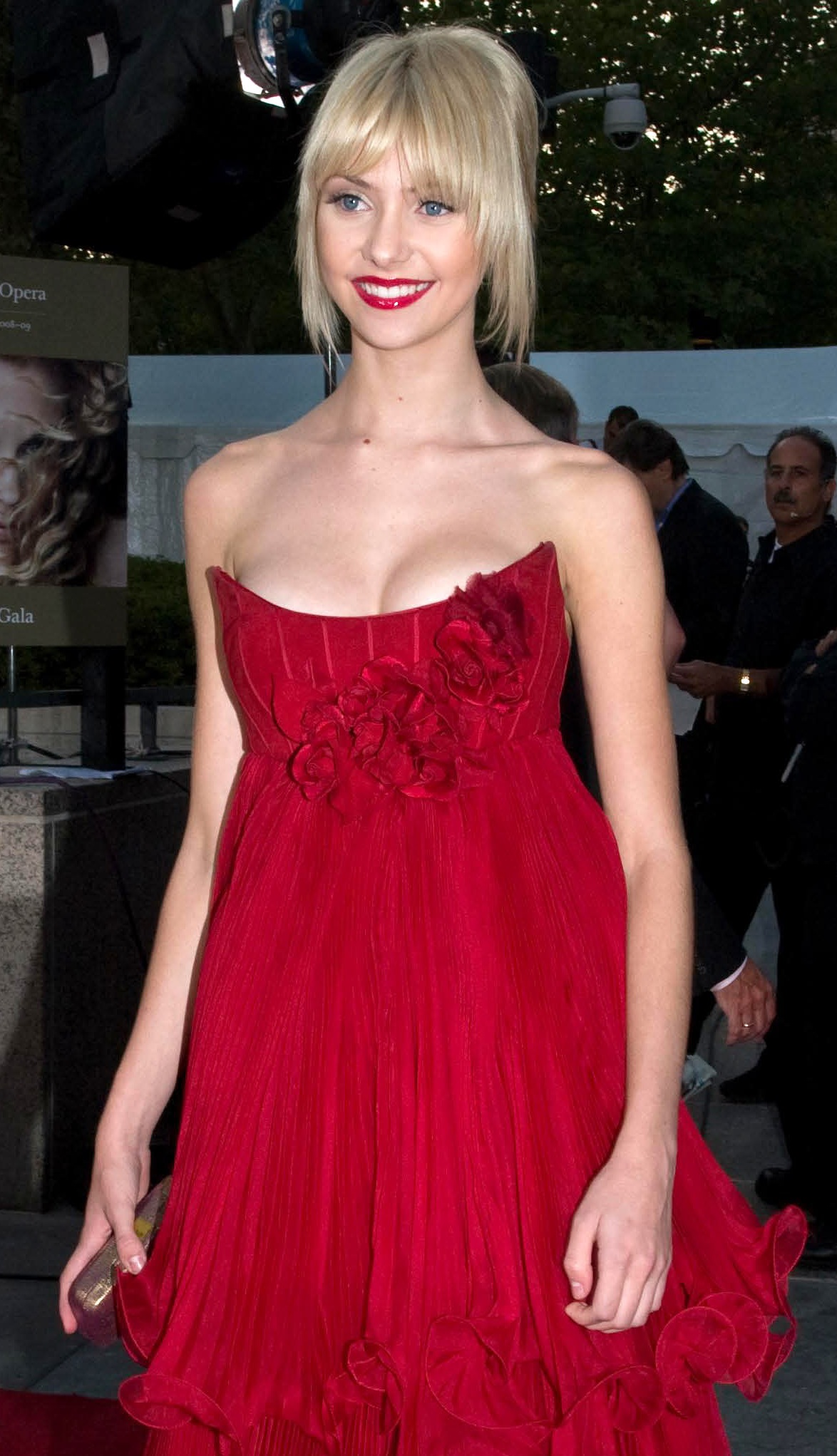
Taylor Momsen (ici en 2008)

- John Michael Burrowes : agent de sécurité
- Grace Carter : mère d'Alex
- Jay Williamson : père d'Alex
- Christopher Doyle : oncle Tommy
- Dillon Hines : Henry
- Emma Nevins : Paisley
- Brad Peterson : Jolt
- Winfield Jackson : Christian
- Joe Schweitzer : Paul
- Oliver Garnier : Cal

## Production

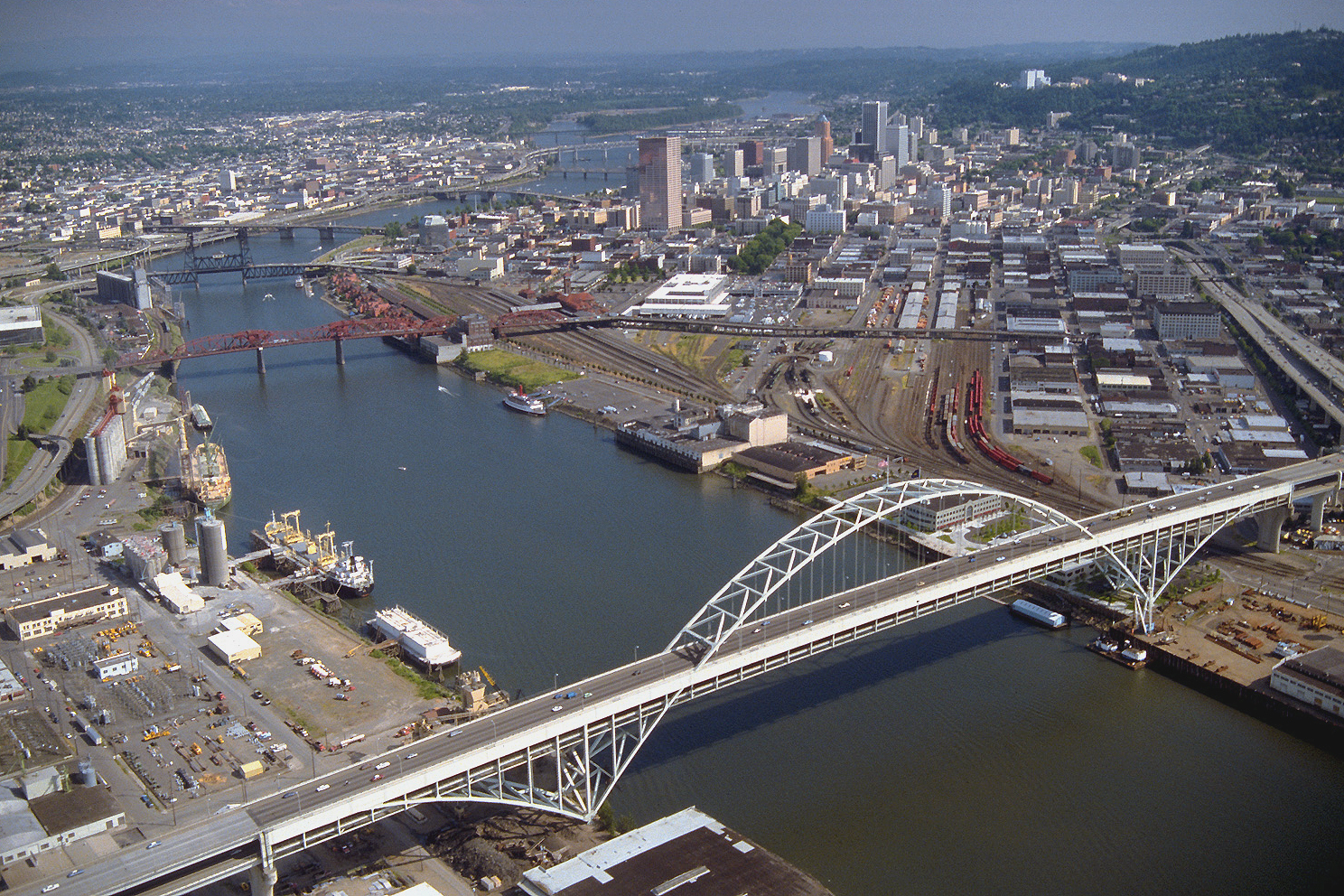
La ville de Portland.

En 2006, Gus Van sant vient d'accomplir un cycle composé de trois films, Gerry, Elephant et Last Days qui forment ce que des critiques appelleront « la trilogie de la mort. » Il cherche à se rapprocher d'Hollywood avec un projet de film avec Tom Hanks puis une adaptation du livre d'Audrey Niffenegger, Le temps n'est rien. Mais ces projets s'enlisent dans des problèmes de production. Il « retouche » aussi Mala Noche, son premier film, afin de lui assurer une distribution correcte en Europe, notamment en France, le pays où ses derniers longs métrages ont reçu le meilleur accueil. Il découvre alors le roman de l’auteur américain Blake Nelson Paranoid Park dont l'histoire, qui se déroule à Portland (Oregon), la ville adoptive du réalisateur, traite du rapport d'adolescents à la mort, ce qui rappelle les fins de la trilogie. Il trouve l'histoire particulièrement intéressante et il est en outre un grand amateur de skateboard. Adapter Paranoid Park est peut-être aussi une manière pour lui de réaliser un projet similaire à Mala Noche : un film adapté d'un roman et tourné à Portland.
Alors qu'il en est à sa première lecture du roman, il abandonne sa recherche d'un financement pour Le temps n'est rien et se concentre sur l’écriture d'un nouveau scénario basé sur Paranoid Park. Son premier script est écrit en seulement deux jours, le script définitif est finalement composé de trente-trois pages. Dès l'écriture du script terminée, Van Sant envoie un courriel à la société MK2 Production, qui a distribué en France Gerry et Elephant avant de produire Last Days. Nathanael Karmitz, directeur général de l'entreprise, trouve le budget (5 500 000 $) raisonnable et choisit donc de prendre en charge l’intégralité des frais de production. Il explique que grâce à la notoriété d'un tel réalisateur, il peut miser sur les ventes internationales.
De la même manière que l’un de ses précédents films, Elephant (2003), Gus Van Sant cherche des jeunes acteurs amateurs pour interpréter les principaux rôles grâce au réseau social de l'internet MySpace. Sur sa page, il lance un appel à des adolescents âgés de quatorze à dix-huit ans qui sont « des skaters, des étudiants, des athlètes, des vainqueurs, des délégués, des photographes, des membres de bande, des gagnants, des timides ou bien des clowns »,, Deux auditions sont organisées les 3 et 5 août 2006 ainsi qu'une audition supplémentaire pour rechercher des skateboarders expérimentés, pour les rôles de figurants. Finalement, ce sont 2 971 personnes qui sont auditionnées. Gabe Nevins, qui n’avait jamais été acteur auparavant, entend parler du casting et auditionne d'abord pour l'un des rôles de figurants. Nevins est finalement auditionné pour le rôle principal. Selon lui, c'est grâce à son air innocent en lequel Gus Van Sant a cru voir un réel acteur. Jake Miller, originaire de Boise (Idaho), fait un voyage à Portland quand il entend parler de l’appel de Van Sant ; il décide d'y participer avec ses amis. Taylor Momsen est déjà une actrice professionnelle quand son agent lui envoie un script de Paranoid Park. Elle obtient le rôle après avoir envoyé une vidéo à Gus Van Sant.

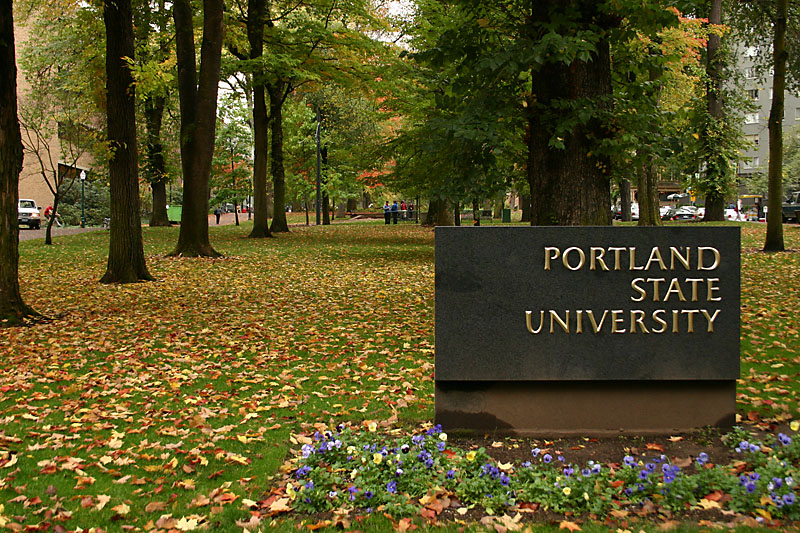
L'Université d'État de Portland

Le film contient trois caméos : le père d'Alex est interprété par le skateboarder professionnel Jay Williamson et son oncle est interprété par le chef opérateur du film, Christopher Doyle. Le troisième et dernier caméo est celui du réalisateur, Gus Van Sant : ce dernier apparaît dans la scène qui se déroule dans le café, il lit le journal, assis à une table. Par ailleurs, la plupart des acteurs portent leurs propres habits et écrivent les dialogues de leur propre personnage pour rendre le film plus crédible.
Le tournage commence en octobre 2006 en Oregon. Il s'effectue à l'Université d'État de Portland, au Steel Bridge ainsi qu'au Saint Johns Bridge, au Lloyd Center, à la Madison High School et dans la propre maison de Gus Van Sant. Les scènes qui se déroulent dans l'Eastside Skatepark sont tournées au Burnside Skatepark, qui a été, comme l'Eastside, construit illégalement par des skateboarders et approuvé par la suite par la ville en tant que skatepark public. Gus Van Sant déclare que sa demande de tourner au Burnside a été reçue avec suspicion par plusieurs des habitués du parc : « aucun d'eux ne désiraient que je rende une image sentimentale de leur parc ».
Le chef opérateur, Christopher Doyle, tourne plusieurs plans du film — notamment les scènes au skatepark — avec un grand angle. Les séquences de skateboard sont tournées en Super 8, le moyen le plus généralement utilisé pour ce type de séquence, le reste du film est tourné en 35 mm, selon les choix du réalisateur.

## Bande originale
La plupart des morceaux de la bande originale de Paranoid Park sont sélectionnés durant l'étape de montage ; Gus Van Sant et son assistant monteur écoutent, de manière généralement aléatoire, plusieurs types de musique avec iTunes en même temps qu'ils travaillent, et sélectionnent ainsi les morceaux qui s'accordent très bien à l’image. La bande son du film — décrite par Sam Adams du Los Angeles Times comme « un mélange de bruits étranges » — est, la plupart du temps, créée par le musicien Ethan Rose ; Gus Van Sant la considère comme « très complexe »,. Randall Roberts, de l’hebdomadaire américain LA Weekly, décrit la musique comme très forte : « il est très rare que la musique d'un film me fasse percevoir d'une toute autre manière l'image, à tel point que l'ensemble des personnages m’est apparu sous une autre lumière, avec plus de profondeur ou d'empathie ou quelque chose de la sorte »,. Le film ne contient que peu de dialogues pour laisser toute la place aux sons, plus ou moins étranges, et à la musique pour composer une atmosphère oppressante. La bande originale est distribuée en France en octobre 2007 puis aux États-Unis en mars 2008 pour coïncider avec la sortie du film dans ces pays.
| 1.  | Gradisca E il Principe                 | Nino Rota            | 2:25 |
| 2.  | Angeles                                | Elliott Smith        | 2:54 |
| 3.  | The White Lady Loves You More          | Elliott Smith        | 2:24 |
| 4.  | Il Giardino Delle Fate                 | Nino Rota            | 2:13 |
| 5.  | I Can Help                             | Billy Swan           | 4:00 |
| 6.  | Tunnelmouth Blues                      | Henry Davies         | 3:10 |
| 7.  | Outlaw                                 | Cast King            | 4:08 |
| 8.  | Strongest Man in the World             | Menomena             | 5:37 |
| 9.  | I Heard That                           | Cool Nutz            | 3:59 |
| 10. | La Porticina Segreta                   | Nino Rota            | 1:52 |
| 11. | We Will Revolt                         | José Ramires         | 1:58 |
| 12. | L'Arcobaleno Per Giuletta              | Nino Rota            | 1:23 |
| 13. | Symphony no 9, 4                       | Ludwig van Beethoven | 3:20 |
| 14. | Song One                               | Ethan Rose           | 4:05 |
| 15. | La Chambre Blanche                     | Robert Normandeau    | 4:00 |
| 16. | Walk Through (Resonant Landscape) N° 2 | Frances White        | 3:45 |

## Accueil

### Sortie

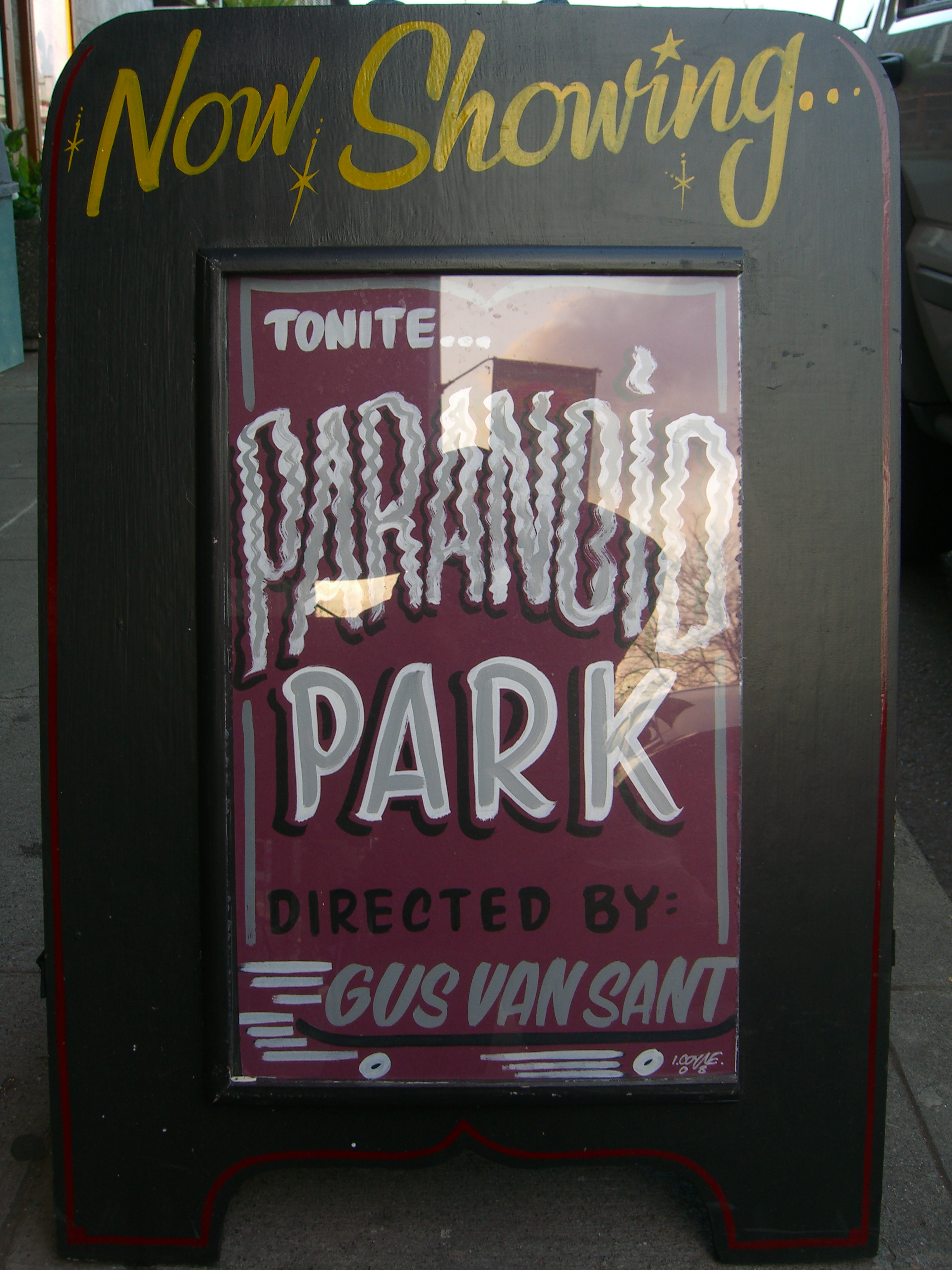
Projection de Paranoid Park dans la ville d'Olympia, capitale de l'État de Washington.

La première mondiale de Paranoid Park se déroule le 21 mai au Festival de Cannes 2007. Le film sort ensuite en France en octobre 2007. Une sortie limitée de Paranoid Park est organisée aux États-Unis le 7 mars 2008. Le film est tourné par un américain aux États-Unis, et pourtant, il n'est pas distribué dans tous les États-Unis, il sort même très tardivement dans ce pays (cinq mois après la France). Paranoid Park est distribué pendant quatorze semaines dans une petite vingtaine de salles.
Le film est distribué, au total, dans une trentaine de pays : cette distribution est parfois précédée par une distribution dans un festival comme le Festival de Cannes en France et d'une simple projection dans un festival dans trois pays, sans distribution dans les salles,.
Voici la liste chronologique des principales dates de sortie du film selon le pays :
- Belgique et  France : 24 octobre 2007
- Italie : 7 décembre 2007
- Royaume-Uni : 26 décembre 2007
- Brésil : 1er février 2008
- Pays-Bas : 28 février 2008
- États-Unis et  Québec : 7 mars 2008 (sortie limitée)
- Allemagne : 15 mai 2008

Voici la liste chronologique des principales dates de sortie du film dans des festivals
- Festival de Cannes : 21 mai 2007[25]
- New Zealand International Film Festivals (en) : 26 juillet 2007[30]
- Festival international du film d'Édimbourg : 11 août 2007[31]
- Athens Film Festival : Septembre 2007[32]
- Festival international du film de Toronto : 11 septembre 2007[33]
- Festival de Raindance : 7 octobre 2007[34]
- New York Film Festival : 8 octobre 2007[33]
- Festival international du film de Vienne : 23 octobre 2007[35]
- Golden Horse Film Festival and Awards : 2 décembre 2007
- Festival international du film de Rotterdam : 26 janvier 2008[36]
- Festival international du film de Transylvanie : 31 mai 2008[37]
- Midnight Sun Film Festival : 11 juin 2008[38]

### Accueil critique

#### Français

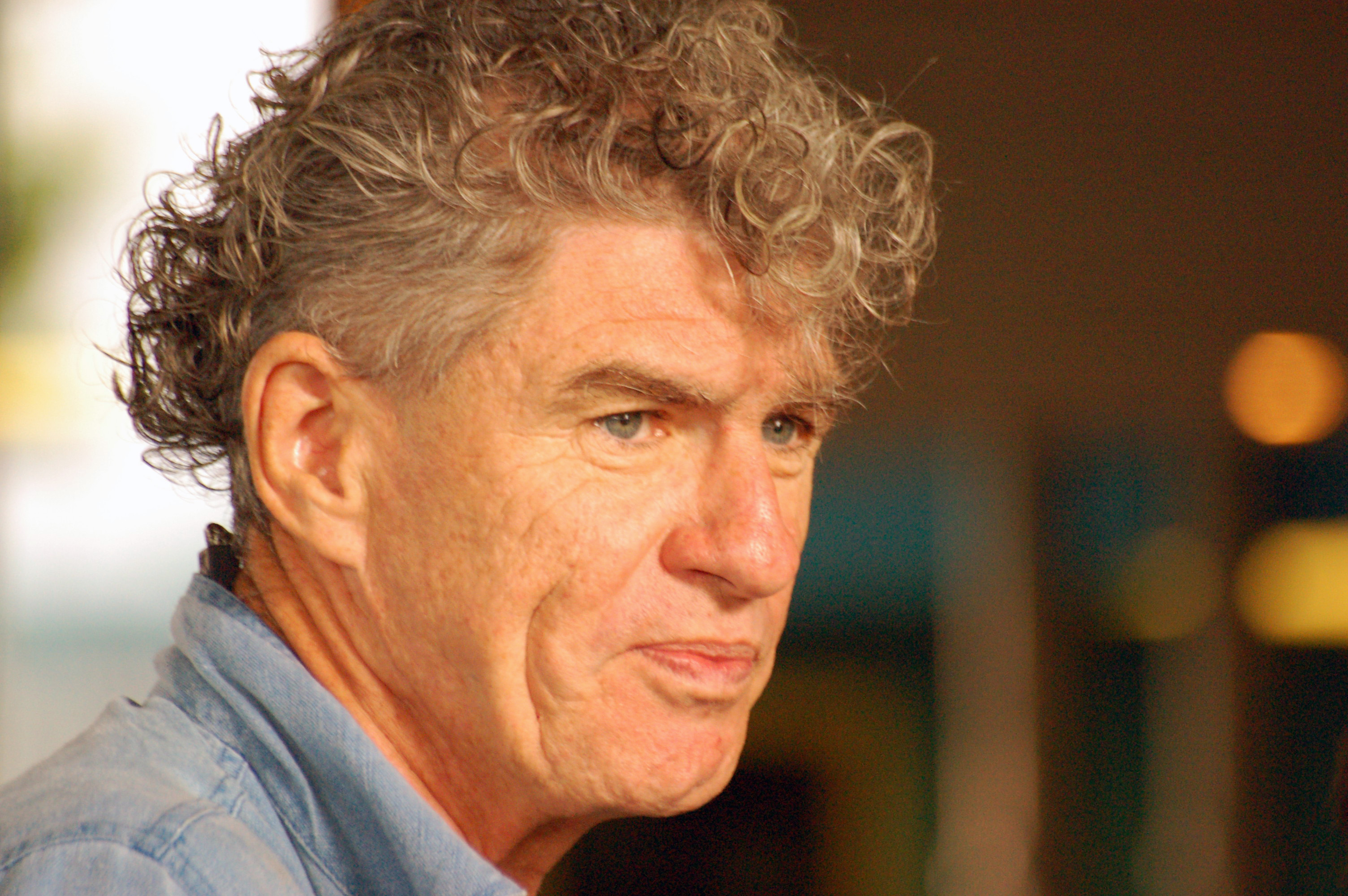
Christopher Doyle, directeur de la photographie du film

Le film a été bien accueilli en France. Le site Allociné, qui regroupe plusieurs critiques de la presse spécialisée et des grands quotidiens, lui attribue une note moyenne de 4,05⁄5. Les Cahiers du cinéma donne notamment cinq étoiles  — meilleur film, selon ce même magazine, de l'année 2007 — dans lequel il est écrit que le film serait « l'apothéose d'une tétralogie ». Le Monde et Les Inrockuptibles lui donnent la même note et mettent en avant la bande sonore. Ils publient au sujet du film respectivement qu'il est « nimbé de paysages sonores magnifiques […]. Porté par la caméra lyrique de Christopher Doyle, […] le film glisse » et qu'« à chaque temps décisif du film […] la bande sonore commente et courbe l’image », vantant également « les sublimes séquences en super-huit qui indiquent l’horizon esthétique du film ». C'est la même chose pour Antoine Benderitter qui parle de « pâte sonore » et non de bande musicale : elle « raconte une histoire au même titre que les images […] la bande-son résonne comme une projection du paysage mental de l’adolescent, dont le cerveau palpite de confusions psychiques, de jouissances sensorielles, de flottements mentaux parfois proches de l’autisme ».
Guillaume Richard, pour Objectif Cinéma, vante de son côté l'aspect subjectif du film, il voit à travers lui le plus beau film jamais vu sur l’identité de la jeunesse contemporaine. « Van Sant filme un ballet somptueux et produit par là un film fragmenté et mental. Tout est perçu, en effet, à travers Alex, donc de manière subjective. C’est aussi une des grandes innovations du film […] ; voila le sujet du chef d’œuvre de Van Sant, le plus beau film (et le plus important aussi bien artistiquement que politiquement) jamais réalisé sur l’identité de la jeunesse contemporaine ». Olivier De Bruyn, de Première, se délecte de ce « spectacle poétique et cérébral. Spectacle fascinant ». Et pour Fabien Baumann, de Positif, le film se démarque « du schéma faute-mortification-rédemption de tant d'estimables films moraux ». Télérama publie « le sujet du film n'est pas la culpabilité du héros, mais sa distance au monde réel. Ce déplacement fait de Paranoid Park un film vertigineux, sous ses dehors cool et planants ».
Le site MCinema.com est moins enthousiaste à l’égard du film : il trouve dommageable la répétition des scènes et la narration éclatée qui ne font ressortir finalement aucune poésie du film. De son côté, Marie-Elisabeth Rouchy, critique à TéléCinéObs, écrit que « si le film n'était pas de Gus Van Sant, on dirait qu'il s'agit d'un documentaire plutôt réussi et d'une fiction plutôt ratée ». Et Béatrice Toulon, de Studio magazine, loue la réalisation, qui « nous épate toujours », et la bande son mais regrette que le film soit « trop peu surprenant », estimant que Van Sant « commence un peu à se répéter ». C'est ce qui ressort également de la critique de Martin Gignac : « le cinéma de Gus Van Sant finit cependant par tourner un peu en rond. Malgré sa mise en scène magistrale et son ton naturaliste, il y a peu de lieux nouveaux qui sont explorés. […] Il semble parfois planer au-dessus de son sujet, offrant au passage un luxueux exercice de style un tantinet précieux qui manque trop souvent d'émotion ».
Généralement, les critiques français ont apprécié le mélange récit documentaire et de fiction ainsi que la narration et le grain de l’image ; même s'il s'agit des mêmes motifs qui ont déçu certains d'entre eux.

#### Américain
Paranoid Park est également, la plupart du temps, reçu favorablement par les critiques américains. Le site internet Rotten Tomatoes indique que 76 % des 107 critiques collectées par le site sont positives, avec une note moyenne de 6,9⁄10. De son côté, le site internet Metacritic attribue une note de 83⁄100 basée sur vingt-sept critiques (score assigné en fonction des notes attribuées par les critiques dont le total est ramené à une moyenne en pourcentage), indiquant une « acclamation universelle ».

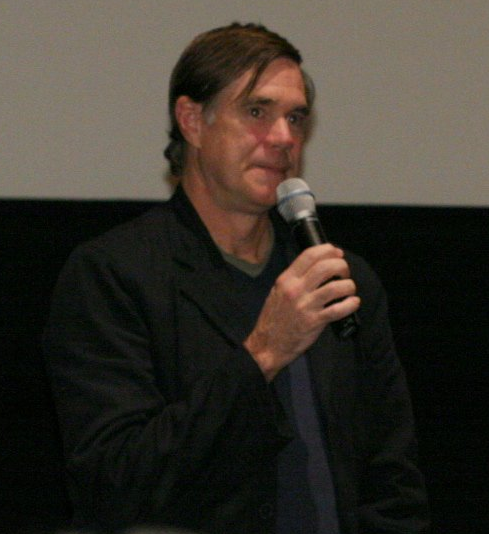
Avant-première de Paranoid Park présentée par Gus Van Sant

Manohla Dargis, critique pour le The New York Times, décrit Paranoid Park comme un « portrait obsédant et voluptueusement beau d'un adolescent » et comme « un triomphe modestement reconnu dont chaque plan trouve sa place »,. Elle apprécie également la réalisation de Gus Van Sant et la photographie réaliste du film. La critique du Los Angeles Times, Carina Chocano, résume le film comme une « histoire si magnifique et hypnotisante ». Elle commente en particulier le « travail particulier de l’image » et la « mise en scène à la fois simple et complète »,. J. Hoberman publie dans le The Village Voice que « peu de réalisateurs ont revisité leur préoccupations premières avec une telle énergie [comme l’a fait Gus Van Sant] ». Il conclut sa critique en déclarant que « Paranoid Park est merveilleusement lucide : il crée une confusion entre quelque chose de tangible et le chagrin, la chose la plus naturelle de la vie »,. Todd McCarthy du magazine Variety écrit qu'« à l’aide d'une utilisation immaculée de l'image, du son et du temps, le réalisateur ajoute un nouveau chef-d'œuvre à sa série de films sur l'adolescence mécontente et déconnectée ». Il vante la photographie « appréciable » et la crédibilité des actrices, malgré une bande son quelquefois distrayante. Écrivant pour le New York Magazine, David Edelstein opine que le film est « une fusion surnaturelle parfaite d'un projet d'art conceptuel de Van Sant et d'un roman sur l’adolescence finement écrit par Blake Nelson ». Il rajoute que Paranoid Park est différent à bien des égards des précédents films expérimentaux du réalisateur dans le sens où celui-ci « fonctionne », malgré la mauvaise prestation de Nevin, « inexpressive ». Peter Travers du magazine Rolling Stone attribue la note de 3.5⁄4 au film et commente « la combinaison de la bande son avec le miracle visuel de la photographie, une claque provocante au milieu hollywoodien : mémorable ». Dans sa critique pour le Hollywood Reporter, Kirk Honeycutt estime que le film est l'« un des meilleurs films de Van Sant ».
Alternativement, William Arnold du Seattle Post-Intelligencer juge le film moyen et le décrit comme « un film sur l'incapacité d'un héros à exprimer ses sentiments : à lui-même, à ses parents, à ses amis et, malheureusement, au spectateur ». Il critique l'« amateurisme » de l’image, la « narration hésitante » ainsi qu'un casting « en bois ». Andrew O'Hehir, du site salon.com, écrit que « la description hautement esthétique et stylisée de la vie adolescente semble parfois être vue à travers le mauvais côté d'un télescope ». Il trouve les dialogues « répétitifs » et l'existence adolescente dépeinte dans le film moins réaliste que la plupart des clichés hollywoodiens. Le critique David Edwards du Daily Mirror décrit le film « Morne avec un « M » majuscule » et « mou, mélancolique mais la plupart du temps juste bizarre ».

#### Classement
Paranoid Park apparaît dans plusieurs classements des meilleurs films de l'année, écrits par des critiques :
- 1er – Cahiers du cinéma[39]
- 3e – The Village Voice
- 4e – New York Post
- 5e – The Globe and Mail
- 5e – The A.V. Club[N 10]
- 5e – The Hollywood Reporter
- 6e – The New York Times
- 6e – The Miami Herald
- 8e - Les Inrocks
- 8e – The A.V. Club[N 10]
- 10e - Télérama

### Box-office
Pendant la première semaine, le film réalise une recette de 30 678 $ alors qu'il n’est projeté que dans deux salles américaines. La semaine qui suit, vingt-deux salles le projettent, pour une recette de 75 917 $ avec une moyenne de 3 451 $ par copie. Le film engrange 90 403 $, lors de sa troisième semaine en distribution, dans trente-six salles, avec une moyenne de 2 511 $ par copie. Finalement, les recettes totales engrangées aux États-Unis sont de 486 767 $. En France, le film réalise de bonnes premières séances puisque le jour de sa distribution, il réalise 1 322 entrées pour seulement dix huit copies, se classant 4e. Les recettes mondiales atteignent quant à elles 4 545 747 $ (4 058 980 $ ont été réalisés en dehors des États-Unis), dont 1 894 719 $ en France, 941 585 $ en Italie et 196 301 $ au Royaume-Uni. En Allemagne, le film réalise très peu d'entrées. Le Lexikon des internationalen Films y voit une « étude irritante de l’ennui, de la désorientation et une certaine absence épouvantable d'empathie et de moralité »,, ce qui peut expliquer une mauvaise réception publique allemande. Le précédent film de Gus Van Sant, Elephant, a réalisé ce même constat : le film a très bien marché dans des pays tels que la France, le Royaume-Uni, les États-Unis ou même l'Italie, en revanche il réalise de mauvais chiffres en Allemagne,.
Le tableau suivant dresse un bilan du nombre d'entrées qu'a effectué le film dans les différents pays d'Europe au 1er décembre 2009.
| Pays        | Nombre d'entrées | Recette ($) |
| ----------- | ---------------- | ----------- |
| France      | 251 102          | 1 894 719   |
| Italie      | 115 690          | 941 585     |
| Royaume-Uni | 19 331           | 196 301     |
| Belgique    | 14 054           | 116 449     |
| Portugal    | 14 008           | 74 278      |
| Pologne     | 10 792           | -           |
| Suède       | 8 863            | 112 089     |
| Suisse      | 5 038            | -           |
| Turquie     | 4 969            | 33 774      |

| Pays               | Nombre d'entrées | Recette ($) |
| ------------------ | ---------------- | ----------- |
| Pays-Bas           | 4 176            | -           |
| Allemagne          | 4 063            | -           |
| Autriche           | 3 120            | 27 658      |
| Norvège            | 2 850            | 23 004      |
| République tchèque | 2 089            | -           |
| Danemark           | 1 944            | -           |
| Hongrie            | 1 674            | 392         |
| Slovaquie          | 767              | -           |
| Estonie            | 631              | -           |

### Récompenses et distinctions
Paranoid Park est nommé à trois Independent Spirit Awards, celui du meilleur film, celui du meilleur réalisateur et celui du meilleur producteur. Il remporte d'ailleurs le dernier d'entre eux. Après sa projection au Festival de Cannes, où il fait partie de la sélection officielle, le film remporte le prix spécial du 60e anniversaire,,. Le film gagne par ailleurs deux prix au Boston Society of Film Critics, celui du meilleur réalisateur et de la meilleure photographie. Enfin, le film est nommé au Bodil du meilleur film américain.

#### Récompenses
- 2007 : Prix du 60e anniversaire au Festival de Cannes
- 2008 : Prix de la meilleure photographie au Boston Society of Film Critics
- 2008 : Prix de la meilleure réalisation au Boston Society of Film Critics
- 2008 : Prix du producteur aux Independent Spirit Awards

#### Nominations
- 2007 : Sélection officielle au Festival de Cannes
- 2008 : Nommé au prix du meilleur film américain au Bodil
- 2008 : Nommé au prix du meilleur film aux Independent Spirit Awards
- 2008 : Nommé au prix du meilleur réalisateur aux Independent Spirit Awards

## Analyse

### Drame autour de l'adolescence
« Il y a autre chose en dehors de la vie normale. »

— Gabe Nevins, Paranoid Park
Paranoid Park est distribué en parallèle au film de Larry Clark : Wassup Rockers. Ces deux films sont sortis en salles à peu de temps d'intervalle. Ces deux drames ont pour thème l’adolescence, thème qui semble occuper une grande place dans les années 2000 et dans la carrière de Gus Van Sant. Toutefois, l'un se termine par un meurtre quand l'autre débute par ce même incident. Après Gerry (2002), Elephant (2003) et Last Days (2005), Paranoid Park termine une tétralogie sur la jeunesse réalisée par Gus Van Sant,. Alex, interprété par Gabe Nevins, a d'ailleurs le même look que John Robinson dans Elephant, de Michael Pitt dans Last Days ou encore de Gaspard Ulliel dans Paris, je t'aime : les cheveux dans les yeux, un jeans trop grand et une moue boudeuse. Toutefois, Paranoid Park semble être à part : auparavant, la mort était la figure centrale alors qu'ici, le crime commis par Alex est le catalyseur d'une transformation.
Dans Paranoid Park, le meurtre est présenté au milieu du film, à la 43e minute, il le coupe en deux parties : la première montre l’enfouissement de ce souvenir, et la seconde semble montrer le cheminement d'Alex vers la libération de ce qui l’oppresse, l'entrée dans le monde adulte. Grâce au crime, le protagoniste se libère des contradictions qu'il subissait jusqu'à présent et tente de réunifier une vie brisée en plusieurs morceaux. D'ailleurs, l’image du cadavre de l’agent de sécurité ressemble à la vie que mène Alex dont la famille est séparée comme sa vie est séparée entre le skateboard et l’école. Le skateboard occupe d'ailleurs une place majeure dans le film. Avec un père et une mère absente, une copine qu'il doit subir plus qu'il ne l’aime et un ami qui l’abandonne, Alex se renferme en lui-même et voit ainsi les skaters de l'Eastside comme une deuxième famille. Toutefois, le personnage principal ne fait que rêver de sa prestation idéale sans jamais oser se lancer pour Paranoid Park, le deuxième nom de l’Eastside, le skatepark qu'Alex fréquente. Il n’est pas prêt à entrer dans le monde adulte, il se contente d'en rêver. Autre différence par rapport aux trois précédents films de Gus Van Sant, Paranoid Park marque l’effacement d'une atmosphère glaciale et dénuée de vie. Ce film accorde une certaine place à l’empathie avec le portrait touchant d'un personnage principal, Alex, qui est confronté à un drame qu'il n’arrive pas à assumer, car il est incapable d'en mesurer les conséquences. Cette disproportion est marquée par le plan du cadavre de l’agent de sécurité qui montre la démesure de l’horreur à laquelle Alex est confrontée. Alex représente ici une Amérique étrange et étouffante, simple société d’individus atomisés, isolés les uns des autres.
Mais le crime permet finalement à Alex de perdre sa passivité : il rompt avec Jennifer, se sépare de ses amis superficiels, sort de l’engrenage avec ses parents absents, et, surtout, se libère de son souvenir meurtrier.
Toute la tension du film repose sur la culpabilité d'Alex après qu'il a commis, sans le vouloir, le meurtre du veilleur de nuit. Le film ne pousse pas le spectateur à juger le comportement du protagoniste, mais plutôt de comprendre l’impact de ce meurtre sur celui-ci. Ainsi, Gus Van Sant ne cesse de filmer le visage de Gabe Nevins — qui exprime la terreur, la confusion, l'indécision ou la gêne — ou même sa démarche, souvent incertaine. L'image de cet adolescent montre ces sentiments, au lieu de les exprimer à travers les dialogues ou les situations. Lorsque l’inspecteur montre les photos du crime à la classe ou lorsqu'Alex voit le reportage télévisé sur le meurtre, la culpabilité de l’adolescent est claire ; pourtant, le mystère domine : Alex semble dénué d'affect, il se retranche sur lui-même, il se cache derrière une apparence innocente. Alex résume ici tout le film : le décalage entre la surface et la profondeur, l'apparence et la réalité. Ceci est d'ailleurs au cœur de la séquence de la douche, qui fait penser à la scène de la douche du film d'Alfred Hitchcock : Psychose (1960). Alex glisse lentement le long du mur comme s'il était la victime, il prend la place de Janet Leigh dans cet autre film. Gus Van Sant a d'ailleurs tourné un remake de ce film en 1998, Psycho. Le protagoniste semble extérioriser sa culpabilité en écrivant. Il se soulage. Toutefois, la fin du film — quand les pages du livre écrit par Gabe brûlent — semble dire qu'il est impossible de soulager sa conscience.
L'image est parfois floue, comme distante de la réalité, il s'agit là d'une métaphore de la pensée d'Alex qui ne sait où il en est ; ces mêmes flous cachent l’adulte et isolent les adolescents. Par ailleurs, plutôt que de faire un récit linéaire de la montée de la culpabilité chez Alex, le réalisateur propose une mosaïque où les sentiments prennent le dessus sur le jugement. Les événements sont contés sans prendre en compte leur chronologie cohérente. Aussi, une critique que certains ont fait à Paranoid Park est qu'il se perd dans sa narration à cause de cette construction éclatée. Gus Van Sant déconstruit l'histoire pour reconstruire l’intrigue en plaçant les pièces du puzzle au fur et à mesure là où elles se présentent, il les replace par la suite lorsque le jeu offre une nouvelle perspective. Cette structure décomposée fait directement écho à la complexité du monde dont Alex acquiert peu à peu l'intuition : « j'ai le sentiment qu'il y a quelque chose d'autre, quelque chose de beaucoup plus grand que les petits événements de nos vies, qu'il y a beaucoup de strates » déclare Alex dans le film.

### Références à d'autres œuvres

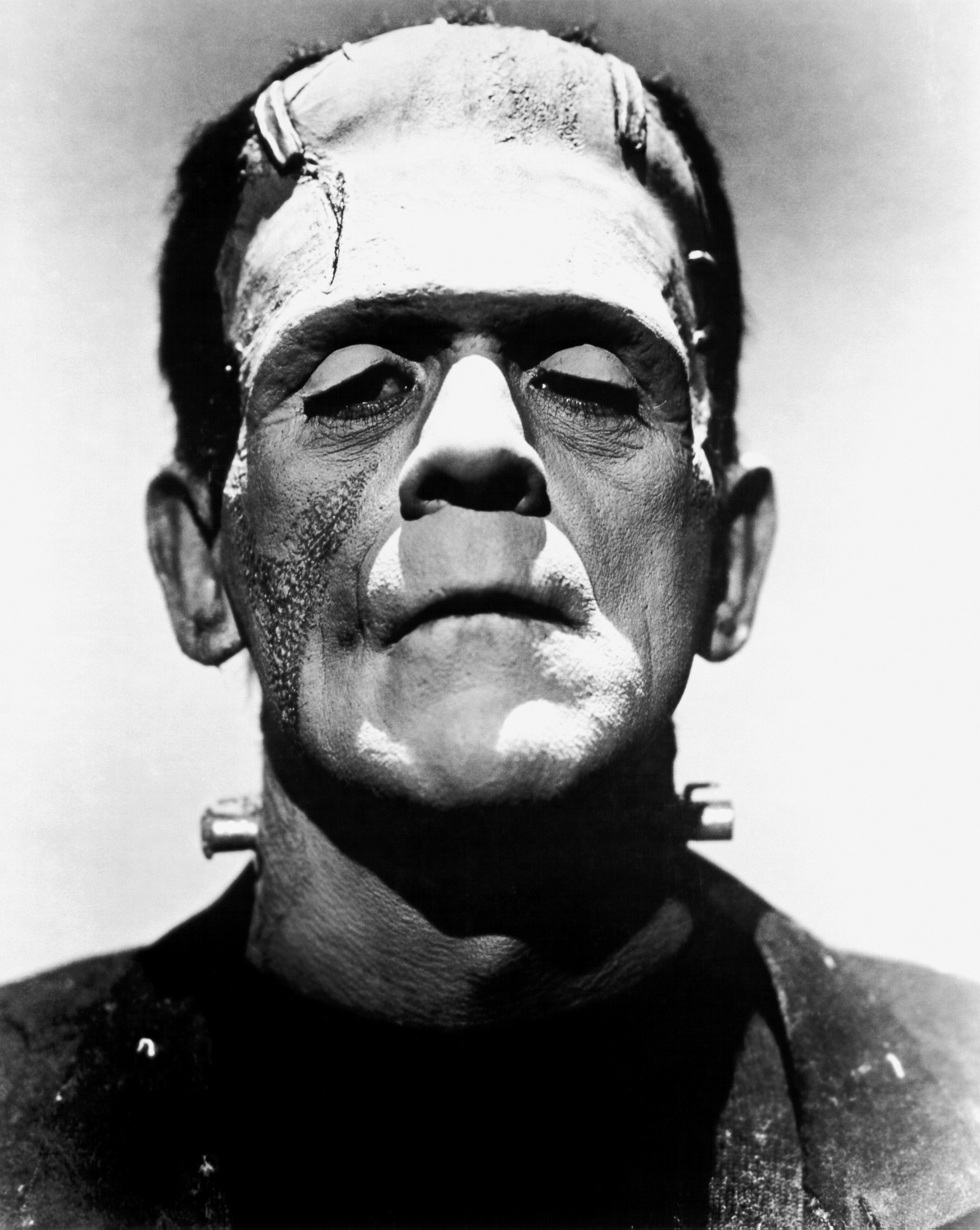
La créature de Frankenstein, personnage représenté sous la forme de graffiti dans Paranoid Park